# Junonia atlites
Junonia atlites – gatunek motyla z rodziny rusałkowatych i podrodziny Nymphalinae. Zamieszkuje większą część krainy orientalnej.

## Morfologia

### Owad dorosły
Motyl o rozpiętości skrzydeł od 60 do 66 mm. Wierzch skrzydeł jest lawendowobrązowy z jaśniejszymi połowami wierzchołkowymi. Przednie skrzydło ma w komórce trzy krótkie, poprzeczne, faliste przepaski czarnej barwy, za szczytem komórki krótką i nieco grubszą, czarną, falistą przepaskę poprzeczną, dalej zaś dwie poprzeczne pręgi o czarnym przydymieniu, z których wewnętrzna jest silnie pofalowana i kanciasto zgięta, a zewnętrzna prostsza, jakby złożona z półksiężyców, obrzeżona szeregiem owalnych, białawych plamek ocznych o ciemnych lub czarnych źrenicach, w przypadku części z nich z widocznymi od strony tylnej jaskrawymi, ochrowożółtymi tęczówkami. Za szeregiem plam owalnych leżą jeszcze wąska przepaska poprzeczna podzielona na półksiężyce oraz szerokie i ciemne linie subterminalna i terminalna. Wierzch skrzydła tylnego ma wąską i krótką, czarną pętelkę w komórce, dwie ciemne, faliste przepaski poprzeczne, dalej pręgi dyskalne, będące przedłużeniem tych na skrzydle przednim, a za nimi serię owalnych plamek ocznych, z których trzy mają ciemne źrenice, po stronach wewnętrznych obrzeżone ochrowożółtymi tęczówkami. Za szeregiem plamek leżą podzielone na półksiężyce linie postdyskalna, subterminalna i terminalna. Spód skrzydeł obu par ma tło białe, u samic miejscami z odcieniem ochrowym, a na tle liliowobiały wzór odpowiadający temu na wierzchu skrzydeł, jednak smuklejszy, bardzo delikatnie zaznaczony, nieco zanikający, lepiej widoczny u samic niż u samców. W porze suchej na spodzie skrzydeł samców plamki oczne zaznaczone są tylko owalami o żółtych środkach.

### Stadia rozwojowe
Jajo ma beczułkowaty kształt i jasnozielone zabarwienie. Chorion urzeźbiony jest pionowymi żeberkami.
Gąsienica ma podstawową barwę ciała brązową lub szarą. Grzbietem biegnie u niej pas złożony z drobnych kropek koloru białego i niebieskiego. Na ciele występują ponadto czarne kolce.
Barwa poczwarki jest matowo ruda lub brązowa. Wzdłuż grzbietu odwłoka i po jego bokach biegną szeregi czarniawych, spiczastych guzków.

## Ekologia i występowanie

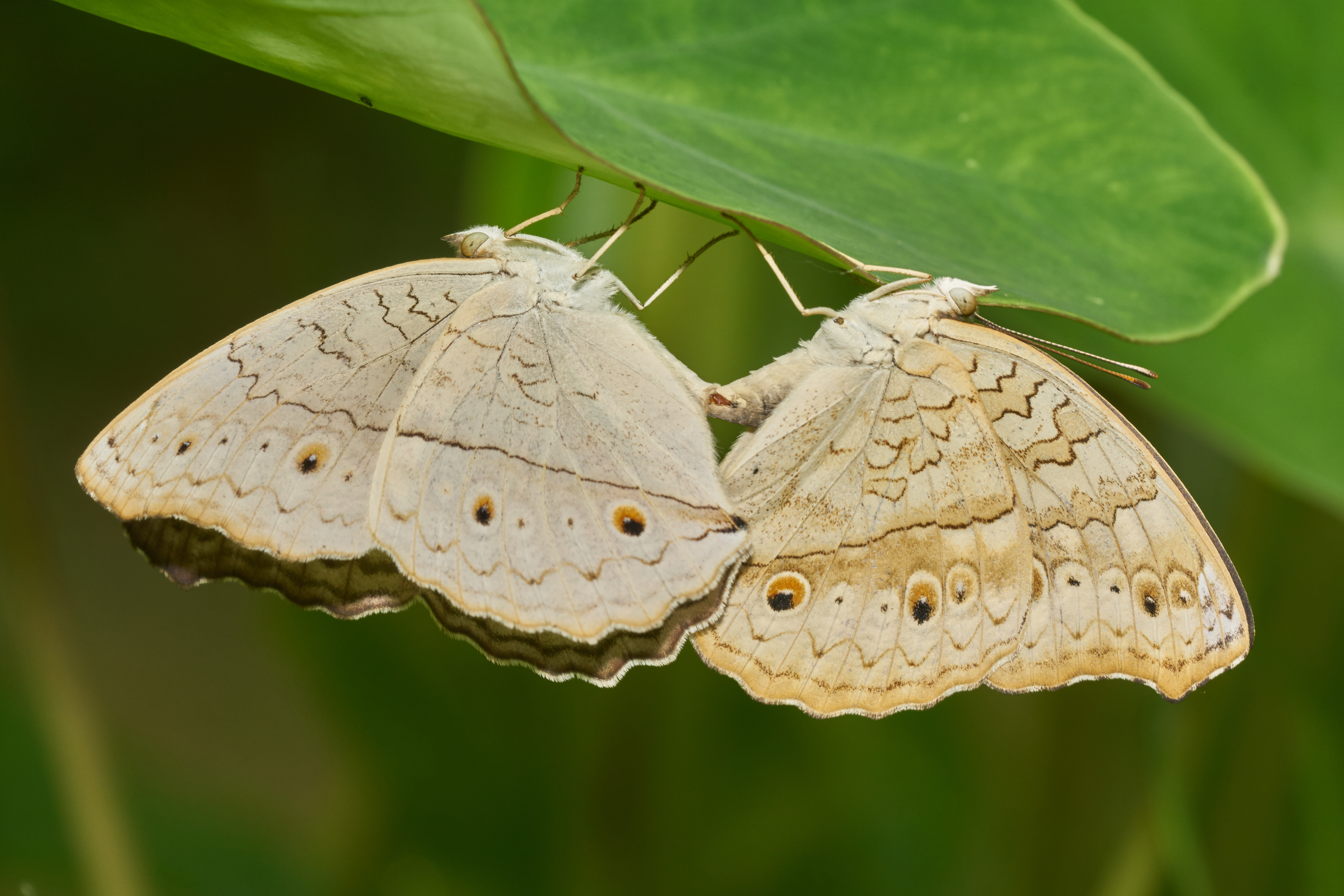
Kopulacja

Owad ten zasiedla pobrzeża rzek, polany leśne, poręby, przydroża oraz pobrzeża pól uprawnych i plantacji. Bytuje na rzędnych od 200 do 1000 m n.p.m. Postacie dorosłe latają za dnia, nisko, chętnie przysiadając na dłużej z rozłożonymi skrzydłami na roślinach zielnych i glebie. Jaja składane są pojedynczo na roślinie pokarmowej lub innej, rosnącej blisko tejże. Gąsienice są polifagami żerującymi na roślinach z różnych rodzin. Wśród ich roślin pokarmowych wymienia się taksony: Achyranthes, Alternanthera philoxeroides, Asteracantha longifolia, Barleria, Blechum, Goldfussia, Hygrophila lancea, Hygrophila salicifolia, Justicia, Lepidagathis, Lindernia, Nelsonia, Pseuderanthemum, Strobilanthes i Strobilanthes.
Gatunek orientalny, w Indiach występujący od podnóży Himalajów po wilgotniejsze rejony części półwyspowej, dalej sięgający Sri Lanki, Bangladeszu, południowych Chin, Mjanmy, Kambodży, Tajlandii, Malezji, Filipin, Brunei aż do Indonezji